# Giuseppe Iscano
Giuseppe Iscano (Exeter, ... – ...; fl. XII secolo) è stato un poeta inglese del dodicesimo secolo.
Attorno al 1180, lasciò il suo paese natale per studiare in Gheldria, dove pose le basi per la lunga amicizia con Guiberto, che diventò in seguito abate di Florennes. Parte della loro corrispondenza ci è pervenuta.

## Carriera
Il suo poema più famoso è il De bello Troiano ("Sulla guerra troiana") in sei libri, la maggior parte dei quali vennero scritti prima del 1183, ma vennero conclusi dopo il 1184. Quando il suo amico Baldovino di Exeter, arcivescovo di Canterbury, partì per la Terra Santa in occasione della Terza Crociata, persuase Giuseppe ad accompagnarlo. Dopo la morte di Baldovino, nel 1190, Giuseppe ritornò a casa. Immortalò la crociata nel suo poema Antiocheis, del quale non son rimasti che dei frammenti. Gli è stata attribuita la paternità di molti altri poemi oggi perduti, nessuna delle quali risulta però verificabile.